# Київський (Москва)
Ки́ївський (рос. Киевский) — робітниче селище у районі Бекасово, Троїцькому адміністративному окрузі Москви, Російська Федерація. Назване за Київським шосе, що проходить у безпосередній близькості.
Населення — 8,1 тис. жителів (2010); 9,6 тис. жителів (2014).
День селища за давньою традицією відзначається в день залізничника — у першу неділю серпня. Водночас із 2012 року відзначається і день міста Москви — перша субота вересня.

## Географія
Селище розташоване на 63-му кілометрі Київського шосе (45 км від МКАД) і на 237-му кілометрі Великого кільця Московської залізниці, поруч із залізничним вузлом Бекасово-Сортувальне.
Київський з усіх боків оточений дачами, котеджами, СНТ і лісовими масивами.

## Історія
Селище почали будувати 1974 року (проте на карті Московської області 1971 року його вже позначено), як відомче для робітників найбільшого в Росії залізничного вузла Бекасово-Сортувальне. При цьому зведення селища тривало одночасно з роботами зі спорудження станції та освоєння її виробничих потужностей. Перший 60-квартирний житловий будинок (№ 1) здали 1976 року, а 1984 року знищили вже цілий масив із житла вагонів, що розташовувався у вхідній горловині парку приймання (спочатку робітники Бекасово жили у вагонах на рейках поблизу платформи Бекасово-Сортувальне). Інтенсивне будівництво житлових будинків тривало до кінця 1980-х.
За радянських часів селище входило до «Зеленої зони» Москви.
У 1998 році селище з відомчого (з балансу МПС) передано в муніципальну власність у Наро-Фомінський район.
З 2005 року увійшло до складу міського поселення Київський Наро-Фоминського району.
У 2000-х роках територія селища розширилася — на полі біля села Шеломово, де спочатку робітникам станції видавали ділянки під посів, почали будувати приватні будинки, які утворили котеджну частину селища.
1 липня 2012 року селище міського типу Київський передано з Наро-Фомінського району Московської області до складу Москви (див. Розширення території Москви (2011—2012)).
У липні 2014 року здано новий 12-поверховий будинок для залізничників.